# Bulbophyllum xanthornis
Bulbophyllum xanthornis är en orkidéart som beskrevs av André Schuiteman och De Vogel. Bulbophyllum xanthornis ingår i släktet Bulbophyllum och familjen orkidéer.
Artens utbredningsområde är Papua Nya Guinea. Inga underarter finns listade i Catalogue of Life.